# Rhinophylla fischerae
Rhinophylla fischerae — вид родини листконосові (Phyllostomidae), ссавець ряду лиликоподібні (Vespertilioniformes, seu Chiroptera).

## Поширення
Країни проживання: Бразилія, Колумбія, Еквадор, Перу, Венесуела. Значною мірою пов'язаний з вологими районами і тропічними вічнозеленими лісами, живе поблизу річок, гаїв і фруктових садів; рідко в листяних лісах.  

## Поведінка
У першу чергу плодоїдний. 